# Антинаціоналізм
Антинаціоналізм — суспільна ідеологія, яка пропагує настрої, пов'язані з опозицією націоналізму, стверджуючи, що останній є небажаним або небезпечним.

## Основні напрямки
Деякі антинаціоналісти переслідують ідеалістичну форму світового співтовариства й ідентифікують себе як громадяни світу. Вони відкидають шовінізм і мілітаризм і хочуть, щоб люди жили в мирі, а не постійних конфліктах. Вони не завжди були проти концепції країн, національних держав, національних кордонів, збереження культури чи політики ідентичності.
Інші антинаціоналісти виступають проти усіх видів націоналізму, навіть етнічного націоналізму серед пригноблених меншин. Цей антинаціоналізм зазвичай виступає за ліквідацію національних кордонів. Варіації на цю тему часто розглядаються в марксистській теорії. Маркс і Енгельс відхиляли націоналізм у цілому, вважаючи, що «робітничий клас не має батьківщини».
Анархізм розробив свою критику націоналізму, яка фокусується на його ролі у виправданні і зміцненні державної влади і пануванні. Завдяки своїй об'єднувальній меті, націоналізм прагне до централізації, як у конкретних територіях, так і в керівній еліті людей, у той час, як він готує для населення «капіталістичну експлуатацію». В анархізмі ця тема була добре вивчена Рудольфом Рокером, а також у працях Фреді Перлмана.